# Cinnyris chloropygius
El suimanga ventrioliva (Cinnyris chloropygius) es una especie de ave paseriforme de la familia Nectariniidae, propia de la selva tropical africana.

## Descripción
El suimanga ventrioliva es un pájaro pequeño, y de aspecto muy similar al suimanga enano (Cinnyris minullus). El macho adulto tiene la cabeza, espalda y garganta de color verde metálico, las alas de color pardo, el obispillo de color azul metálico y la cola negra con brilos azules y morados. Tiene una banda fina de color azul que separa el verde de la garganta de la ancha franja roja que atraviesa el pecho. Además tiene manchas amarillas en los laterales del pecho y el vientre de color verde oliváceo claro. Se diferencia del suimanga enano, que es ligeramene menor, por tener el pico más largo, y este último además no tiene la banda azul en el pecho. La hembra adulta tiene la cabeza y las partes superiores de color oliváceo, las alas y la cola de color pardo oscuro. Sus partes inferiores son oliváceas con tonos amarillentos. Estas partes inferiores son más amarillentos y con menos veteado que las de las hembras del suimanga enano.

## Ecología

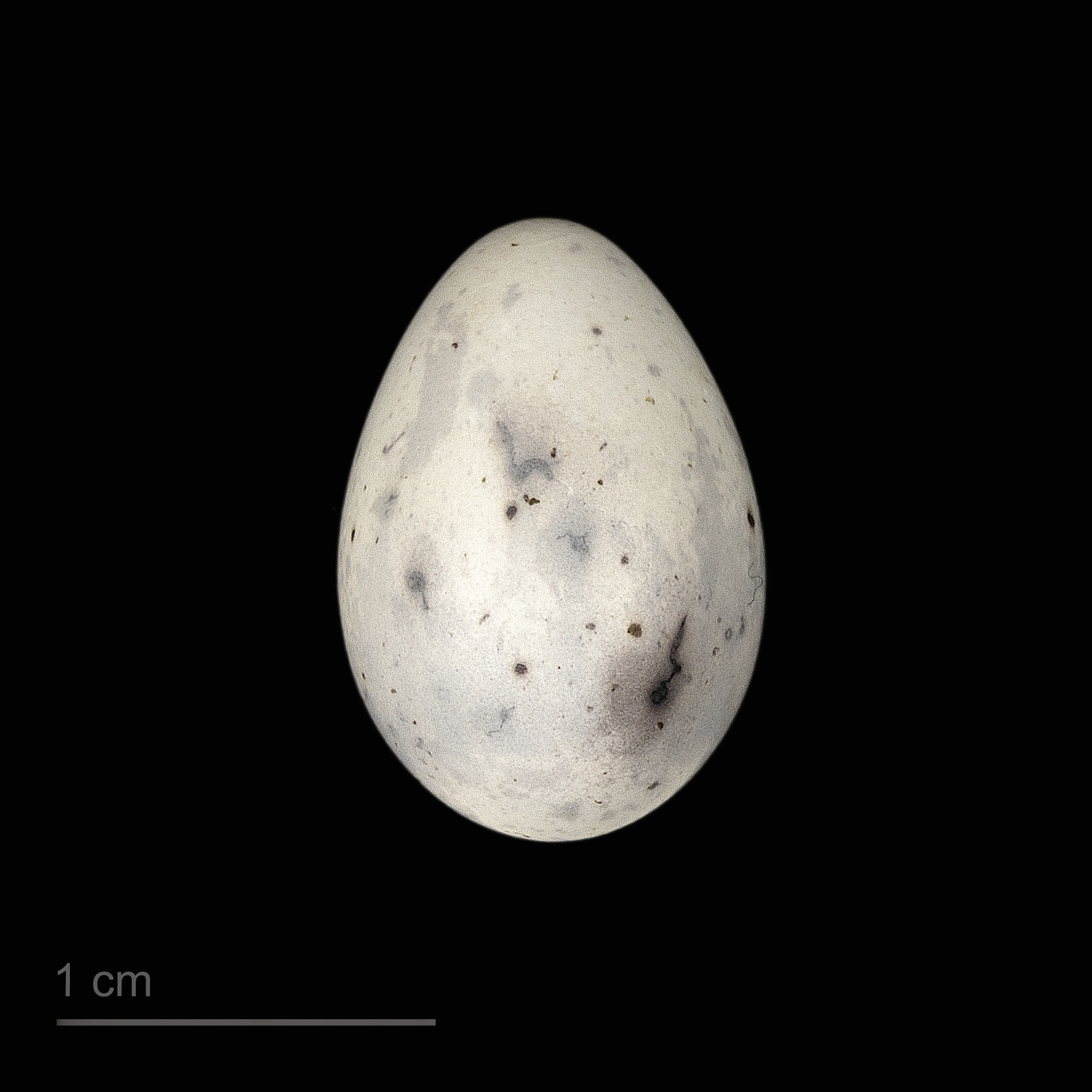
Cinnyris chloropygius - MHNT

El suimanga ventrioliva suele desplazarse en solitario o en parejas, y a veces en pequeños grupos de hasta seis individuos. Busca alimento en las partes bajas del dosel del bosque. Se alimenta de orugas, escarabajos, arañas, néctar, flores y semillas. El macho es territorial y ahuyenta a cualquier miembro de su especie y también a los suimangas enanos. Su nido es una maraña de hierbas, fibras de cortezas y hojas, y con el interior forrado de material más fino. La incubación la realiza exclusivamente la hembra.

## Estado de conservación
El suimanga ventrioliva es una especie común, con un área de distribución amplia y una población estable; por lo que se clasifica como especie bajo preocupación menor.

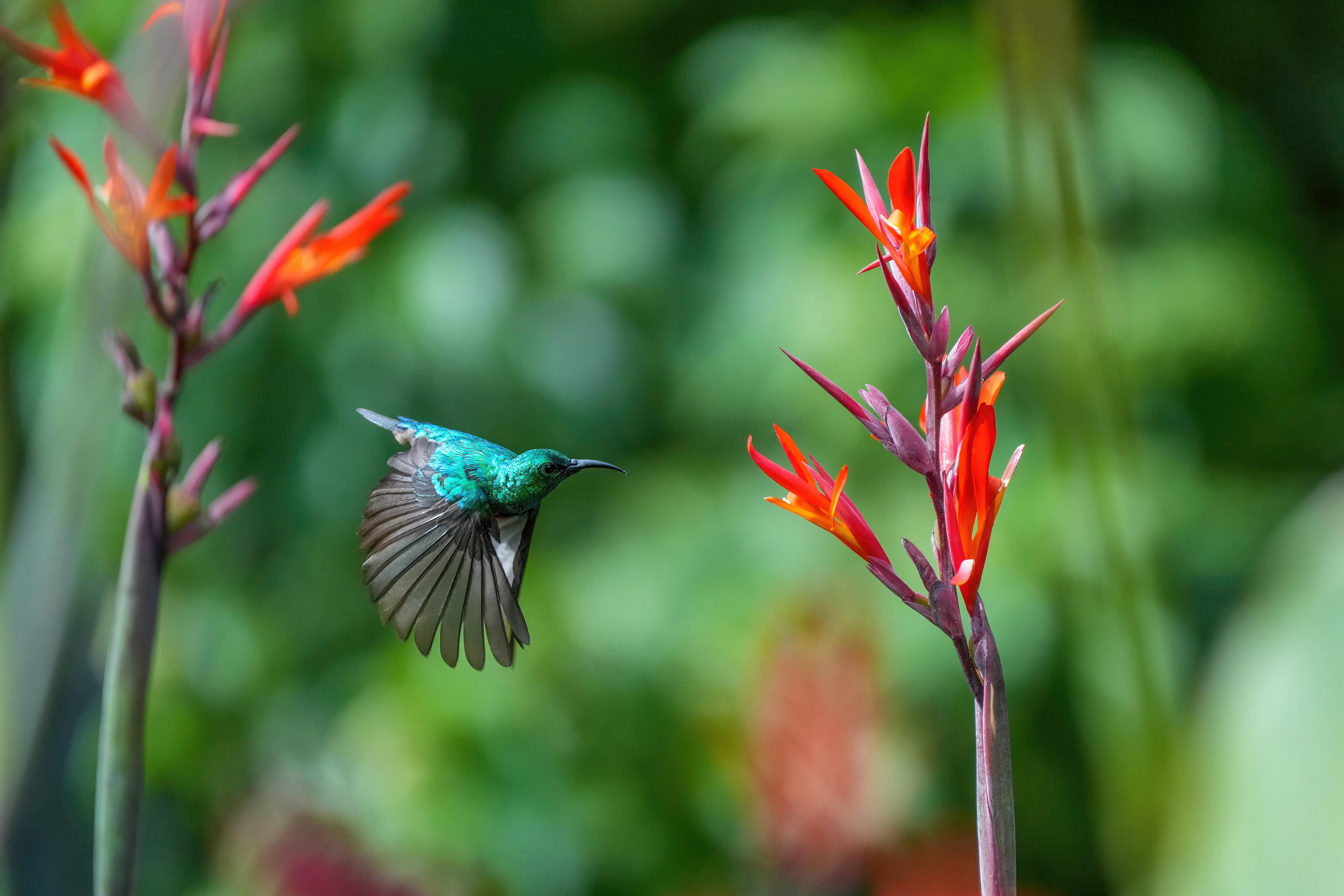
Suimanga ventrioliva en vuelo